# Asma al-Ghul
Asma al-Ghul, en arabe : أسماء الغول, est une journaliste et une  féministe palestinienne qui écrit pour les journaux Al Ayam (en) à Ramallah, Al Monitor (en anglais) et Orient XXI (en français). Entre autres, elle relate ce qu'elle appelle « la corruption du Fatah et le terrorisme du Hamas ». Il arrive qu'elle et son journal Al Ayam soient bannis de Gaza par les membres du Hamas,.

## Biographie
Asma al-Ghul est née en 1982 à Rafah, une ville de la bande de Gaza qui borde l’Égypte et dont la population est principalement composée de réfugiés palestiniens. En 2003, elle épouse un poète égyptien et s'installe à Abou Dabi. Elle et son mari divorcent au bout d'un an et demi et elle retourne vivre à Gaza avec son fils, Nasser. En 2006, Asma al-Ghul enlève définitivement son Hijab, soutenue par son père. En 2016, elle s'exile en France.